# Fountain (Colorado)
Fountain es una ciudad ubicada en el condado de El Paso en el estado estadounidense de Colorado. En el año 2000 tenía una población de 15.197 habitantes y una densidad poblacional de 418,7 personas por km².

## Geografía
Fountain se encuentra ubicada en las coordenadas 38°41′38″N 104°41′53″O / 38.69389, -104.69806.

## Demografía
Según la Oficina del Censo en 2000 los ingresos medios por hogar en la localidad eran de $42,121, y los ingresos medios por familia eran $44,735. Los hombres tenían unos ingresos medios de $31,192 frente a los $24,000 para las mujeres. La renta per cápita para la localidad era de $15,975. Alrededor del 8,3% de la población estaban por debajo del umbral de pobreza.